# Hugo Grimlund
Hugo Vilhelm Alexander Grimlund, född 7 september 1882 i Kristianstad, död 4 december 1947 i Bromma församling, var en svensk skolman.
Hugo Grimlund var son till bryggmästaren Otto Julius Grimlund. Efter mogenhetsexamen i Kristianstad 1901 bedrev Grimlund från 1902 naturvetenskapliga studier vid Lunds universitet och avlade filosofie kandidatexamen 1904. Han företog resor till Tyskland, Frankrike, Schweiz med flera länder för att studera skolförhållanden. 1905–1907 var Grimlund vikarierande adjunkt vid läroverket i Kalmar och 1908 vid Högre realläroverket å Norrmalm i Stockholm. I slutet av 1908 utnämndes han till adjunkt i Kalmar, och 1921 blev han rektor vid realskolan i Oskarshamn. Från 1929 var Grimlund rektor vid Vasa realskola i Stockholm. Han var 1926–1931 och 1934 tidvis tillförordnad undervisningsråd och 1931–1932 ledamot av läroverkssakkunniga. 1935 blev Grimlund ledamot av kulturrådet, 1936 sakkunnig för lönereglering inom statliga läroverksanstalter och 1937 ledamot av allmänna lönenämnden. Han innehade ett flertal förtroendeposter såväl som skolman och kom kommunalpolitiker. Bland annat var han 1930–1938 ordförande i Läroverkslärararnas riksförbund och 1931 dess representant vid en internationell kongress i Paris. Grimlund var stadsfullmäktig för högern i Kalmar, Oskarshamn och 1934–1938 i Stockholm och var ledamot av folkskoledirektionen 1934–1938 och Stockholms kyrkliga ungdomsråd 1935. Tillsammans med H. Wallin utgav Grimlund 1933 års läroverksstadga och berättelse över Fjortonde nordiska skolmötet (1935). Han var förespråkare för att den högre skolutbildningen även borde omfatta praktisk undervisning. Grimlund är begravd på Hyltinge kyrkogård.